# Ravne njive
Ravne njive su gradski kotar u sjeveroistočnom dijelu Splita, smješten južno od gradskog kotara Brda, sjeverno od Kocunara, a sjeverozapadno od gradskog kotara Pujanka. Gradski kotar Ravne njive omeđen je ulicom Domovinskog rata na jugu i Hercegovačkom ulicom na sjeveru te ulicom Stinice na zapadu i Sarajevskom ulicom na istoku.
Ravne njive su najvećim dijelom izgrađene od 1974. do 1976. Odnosi se to na 6-katne zgrade (s detaljima u raznim bojama, po kojima su zgrade, najviše među djecom, i nazivane - zelena, siva...). Najzapadniji dio se sastoji od nebodera visine do 16 katova, izgrađenih 80-tih godina 20. st, u čijem se sastavu nalaze i banka, samoposluga, župni ured i dr, a pored njih je veliki dječji vrtić i s istočne strane ambulanta.
Ravne njive imaju površinu od 39 ha, a na tom području živi 5812 stanovnika. 
Ravne njive imaju istoimenu osnovnu školu (2009./10. slavi 30 godina postojanja), knjižnicu, ambulantu, dječje vrtiće, športske terene, poštu, tri banke (od kojih je jedna u sastavu trgovačkog centra), novouređene parkove, a osnovana je i župa sv. Mateja te je izgrađena nova crkva.

## Ekonomija Ravnih njiva
U novije vrijeme uređen je u potpunosti i rubni južni dio kotara, u kojem su izgrađeni veliki trgovački centri (Tommy, Kaufland), a između njih je tvornica DES (za osobe s invaliditetom) i poslovni centar (SEM i Split Ship Management), u kojem je medicinski laboratorij, teretana, konzulat[čiji?], Splitska televizija (STV), salon namještaja i mnoštvo drugih sadržaja. 
U središtu kotara je veliki hotel/prenoćište "Željezničar", u čijem je sastavu i druga ambulanta u kotaru s ordinacijom medicine rada.
Komercijalni sadržaji u kotaru su još i prodajni salon i servis Peugeot i brojni kafići, autoškola, ljekarna, banke  OTP (pored Victe) i Erste (u supermarketu Kauflanda), trafike, kladionica, kiosk Tiska i hipermarket Tommy. Na najzapadnijem dijelu kotara se nalazi WestGate Towers poslovni centar u kojem se nalazi Dalmatia Tower, najviša zgrada u Hrvatskoj.

## Prometna povezanost
Uz sve nabrojeno, Ravne njive su izvrsno prometno povezane s ostatkom grada, a izuzetno lako je doći iz pravca Solina i autoceste A1. Gradskim autobusima 3, 9, 11, 14 i 20 izravno je moguće doći u bilo koji dio grada, jer su im polazne postaje upravo u ovom kotaru, a osim njih na obodnim ulicama kotara smještene su postaje autobusa koji ovuda prolaze u smjeru centra i iz njega (kao npr br. 1, 2, 10, 16, 20, 22, 32, 35, 37 i drugi).  